# 俳諧七部集
俳諧七部集（日语：／）是佐久間柳居編集的俳諧連句撰集。1732年（享保17年）作成。收錄蕉門有代表性的撰集七部十二冊。亦稱“芭蕉七部集”。

## 收錄的撰集
- 冬之日（日语：冬の日）
- 春之日
- 曠野（あらの）
- ひさご
- 猿蓑（さるみの）
- 續猿蓑
- 炭俵